# 希德岩
希德岩（英語：Heed Rock）是南極洲的岩石，位於布朗島以南2公里，屬於威廉群島中沃沃曼斯群島的一部分，在1950年被繪入阿根廷地圖，現時由南極條約體系管理。